# 拍手 (神道)
拍手（はくしゅ、かしわで）とは、神道の祭祀や神社・神棚など神に拝する際に行う行為である。柏手と書かれることもあるが、誤りである。また、開手（ひらて）ともいう。

## 概要
両手を合わせ、左右に開いた後に再び合わせる行為を指す。通常、手を再び合わせる際に音を出す。音を出す理由は、神への感謝や喜びを表すため、願いをかなえるために神を呼び出すため、邪気を祓うためといわれる。また、神葬祭や慰霊祭などにおいては音を控えめにする作法（後述）もあり、音を控えめにするのは儀式の静粛さを損なわせないためなどと説明される。

## 種類
神社で行われる参拝作法「再拝二拍手一拝（さいはい・にはくしゅ・いっぱい）」など、3回以下のものは「短拍手・短手（みじかて）」と呼ばれる。出雲大社、宇佐八幡、弥彦神社の4回、伊勢神宮の8回など、4回以上手を打つものは「長拍手・長手（ながて）」と呼ばれる。他に、8回打った後に再度短拍手を1回打つ「八開手（やひらて）」もある。神葬祭で音を微かに打つ「偲手・忍手・短手（しのびて）」や、直会で盃を受けるときに一回打つ「礼手（らいしゅ）」などもある。
明治維新前は神仏習合の影響が大きく、拝礼の作法は地域によりさまざま（手を合わせて祈る、三拍手、四拍手など）であったが、明治8年に式部寮から頒布された官国幣社の祈年祭に関する要綱を定めた「神社祭式」に、「再拝拍手」と記されたことから統一化の動きが始まる。現在の二礼二拍手一礼、再拝二拍手一拝は、明治40年「神社祭式行事作法」が制定され、その中でひとつの作法が定義され、「再拝→二拍手→押し合せ→祝詞奏上→押し合せ→二拍手→再拝」という形式になり、昭和17年に内務省神祇院教務局祭務課が編集した「神社祭式行事作法」という書籍が明文社から発行され、「再拝、二拍手、一揖」「拍手の数を二とす」と記載し昭和18年1月1日より施行されその後第二次世界大戦中から、円滑な祭式作法を遂行するため軍隊でも実践採用された経緯がある。現在でも一部の神社では作法が異なっており、例えば、出雲大社や宇佐神宮、彌彦神社では「四拍手」である。伊勢神宮や熱田神宮での神事では「八度拝、八開手」となっている。
そのほか、両手を合わせる際に指先まで合わせる作法と、意図的にずらす作法がある。ずらす作法にも、途中からずらす作法と、最初から最後までずらしたままの作法がある。ずらす理由としては、「音を良くする」他に「不浄の手と合わせない」「教派の違い」がある。右手を左手から一関節分下にずらすように打つと良い音になるといわれるが、極端に大きな音をたてることは慎みを欠き、はしたないとも言われる。
明治時代以後の神道家の説として、天津神系は八拍手、国津神は四拍手、そのいずれでもない弁才天（外国神）などは二拍手という説も立てられている。古神道の流派によって、四拍手を二度にして八拍手するところもあれば、三拍手のところ、祖霊を迎える時のみ四拍手にするという流派もみられる（山陰 p.122）。

## 由来
魏志倭人伝には、邪馬台国などの倭人（日本人）の風習として「見大人所敬 但搏手以當脆拝」と記され、貴人に対し、跪いての拝礼に代えて手を打っていたとされており、当時人にも拍手を行ったとわかる。古代では神・人を問わず貴いものに拍手をしたのが、人には行われなくなり、神に対するものが残ったことになる。なお古代人は挨拶をする際に拍手を打つことで、手の中に武器を持っていないこと、すなわち敵意のないことを示し、相手への敬意をあらわしたという説もある。
「かしわで」という呼称は、「拍」の字を「柏」と見誤った、あるいは混同したためというのが通説である。他に、宮中の料理人である「膳夫（かしわで）」と関連があるとする説や、手を合わせた時の形を柏の葉に見立てたとする説もある。この場合、忍び手は黄泉戸喫／黄泉竈食ひ（よもつへぐい）を避けるためとされる。

## 備考
- 持統紀に、即位した新天皇に群臣が拝礼と拍手をした記載があり、初めて天皇を神に見立てる儀礼として即位式に柏手が取り入れられ、定例化したとされる[12]。
- 奈良時代では、天皇の即位宣命が読み上げられた後、参列した百官が拍手で応えたことが、『内裏儀式』元旦受群臣朝賀式にあるが、跪（ひざまず）いて32回も手を打つという形式であり、現代の立って行う形式とは異なった[注釈 7]。また、『日本後紀』延暦18年（799年）条の元日朝賀で、渤海使が参列していたため、天皇を四度拝むのを二度に減らし、拍手もしなかったとされ、このことからも日本独自の作法という点が強く、平安時代に入ると、中国風に変更し、拍手も打たなくなった[13]。
- 「天（あま）の逆手」といって、人を呪う際にも拍手は打たれており、『古事記』『伊勢物語』に記述がみられる呪術の一つである[14]。所作については不明だが、願いを成就させる為の行いという意味では、天の逆手も神に対する拍手も同じである。
- 『古事記』の記述として、一言主は雄略天皇の献上品に対し、お礼の手打ち=拍手をしたと記され、神自身も礼作法として拍手を行う描写がされている。
- 『大鏡』巻1「花山院」には、安倍晴明邸宅の前を通った際、拍手を打つ音と共に「天皇が退位になると占われる天変があったが、すでに退位したとみえる（中略）、車の支度をせよ」という声が聞こえたと記述される。
- 現代の建立で四拍手の神社として、空気神社がある（当ホームページを参照）。